# Udhampur (district)
Udhampur is een district van het Indiase unieterritorium Jammu en Kasjmir. In 2001 telde het district 738.965 inwoners op een oppervlakte van 4550 km². De hoofdstad van het district heet eveneens Udhampur.
Het noordwestelijk gelegen Reasi behoorde tot 2006 ook tot Udhampur, maar splitste zich af en vormt sindsdien een afzonderlijk district.
Divisie Jammu:
Doda · Jammu · Kathua · Kishtwar · Poonch · Rajouri · Ramban · Reasi · Samba · Udhampur
Divisie Kasjmir:
Anantnag · Badgam · Bandipora · Baramulla · Ganderbal · Kulgam · Kupwara · Pulwama · Shopian · Srinagar